# Per sognare, per cantare, per ballare
Per sognare, per cantare, per ballare è un album della cantante pop italiana Anna Oxa, pubblicato nel 1983 dall'etichetta discografica CBS.
L'album segna una svolta per la cantante, che comincia ad affrontare nuovi generi e si presenta con un nuovo look, più sofisticato ed elegante, rispetto a quello aggressivo ed androgino degli anni precedenti.
Il brano Senza di me, cover della hit What about me dei Moving Pictures, segnò un ottimo successo di vendite. Altri brani A gentile richiesta, Hi fi, Navigando, Uragano e nuvole e Va bailando.
Questo è il primo lavoro discografico di Anna Oxa che vide la produzione di Mario Lavezzi.
In 16 giugno 2023, è stata realizzata da Sony Music Italia una nuova ristampa in LP dell'album, questa volta in versione colorato splatter (giallo con toni macchiati di blu).

## Tracce
1. Hi-Fi (O. Avogadro/M. Lavezzi)
2. Navigando (Lo Giudice/R. Cellamare)
3. È possibile (O. Avogadro/M. Lavezzi)
4. Uragano e nuvole (O. Avogadro/G. Guglielminetti/Puzzle)
5. Senza di me (O. Avogadro/G. Frost/F. Frost)
6. Viola (O. Avogadro/A. Radius)
7. A gentile richiesta (G. Monti/F. Premoli)
8. Piccola stella (O. Avogadro/M. Lavezzi)
9. Va bailando (O. Avogadro/M. Lavezzi)

## Formazione
- Anna Oxa – voce
- Stefano Cerri – basso
- Alfredo Golino – batteria
- Mario Lavezzi – chitarra
- Matteo Fasolino – tastiera
- Aldo Banfi – sintetizzatore, programmazione
- Pier Luigi Mucciolo – tromba
- Johnny Capriuolo – trombone
- Claudio Pascoli – sax
- Rudy Trevisi – sax
- Giulia Fasolino, Aida Cooper, Lella Esposito, Naimy Hackett, Silvio Pozzoli – cori